# نهائي كأس رابطة الأندية الإنجليزية المحترفة 1998
نهائي كأس رابطة الأندية الإنجليزية المحترفة 1998 هي المباراة النهائية من منافسة كأس رابطة الأندية الإنجليزية المحترفة 1997–98، أقيمت المباراة في 29 مارس 1998، في ملعب ويمبلي، بين فريقي تشيلسي، ونادي ميدلزبره، وفاز فيها تشيلسي، بعد أن هزم نادي ميدلزبره، بنتيجة 2 - 0، وكان حكم المباراة بيتر جونز ‏.

## تفاصيل المباراة
لعبت المباراة النهائية في 29 مارس 1998.
| تشيلسي | 2 -0 | نادي ميدلزبره |
| ------ | ---- | ------------- |
|        |      |               |